# Acordul de Asociere Republica Moldova–Uniunea Europeană

State membre ale UE care au ratificat AA cu RM

Acordul de Asociere (AA) Republica Moldova–Uniunea Europeană este un tratat internațional între Republica Moldova pe de-o parte și Uniunea Europeană pe de alta, care prevede cooperare în domenii precum comerțul, politica de securitate și cultură, acesta va contribui la construirea unei integrări mai profunde atât din punct de vedere politic cît și economic între RM și UE. 
AA include, de asemenea, un Acord de Liber Schimb Aprofundat și Cuprinzător, ceea ce va reduce barierele în calea comerțului între UE și RM, contribuind astfel la creșterea economiei. 

## Ratificare

### Republica Moldova
La 28 iunie 2014 Cabinetul de miniștri a aprobat proiectul de lege pentru ratificarea Acordului de Asociere între Republica Moldova, pe de o parte, și Uniunea Europeană, pe de altă parte, semnat pe 27 iunie 2014 la Bruxelles .
La 2 iulie 2014 Acordului de Asociere între Republica Moldova și Uniunea Europeană a fost ratificat în plenul Legislativului.
La ședința plenară a Parlamentului European din 13 noiembrie 2014 au votat în favoarea ratificării acestui document,  535 deputați, contra - 94 deputați, s-au abținut - 44 deputați.

### UE
| Stat semnatar                | Dată                       | Instituție              | În favoarea | Împotrivă | Abțineri | Depus             | Referință            |
| ---------------------------- | -------------------------- | ----------------------- | ----------- | --------- | -------- | ----------------- | -------------------- |
| Austria                      |                            | Consiliul Federal       |             |           |          |                   |                      |
| Austria                      | Consiliul Național         |                         |             |           |          |                   |                      |
| Austria                      | Acordul președintelui      |                         |             |           |          |                   |                      |
| Belgia                       |                            | Senatul                 |             |           |          |                   |                      |
| Belgia                       | Camera Reprezentanților    |                         |             |           |          |                   |                      |
| Belgia                       | Acord regal                |                         |             |           |          |                   |                      |
| Bulgaria                     | 24 iulie 2014              | Asambleea Națională     | 91          | 0         | 0        | 9 septembrie 2014 | [ 5 ]                |
| Bulgaria                     | 28 iulie 2014              | Acordul președintelui   | Acord       | Acord     | Acord    | 9 septembrie 2014 | [ 6 ]                |
| Croația                      | 12 decembrie 2014          | Parlamentul             | 119         | 0         | 0        |                   | [ 7 ]                |
| Croația                      | Acordul președintelui      |                         |             |           |          |                   |                      |
| Cipru                        |                            | Camera Reprezentanților |             |           |          |                   |                      |
| Cipru                        | Acordul președintelui      |                         |             |           |          |                   |                      |
| Cehia                        |                            | Senatul                 |             |           |          |                   | [ 8 ]                |
| Cehia                        |                            | Camera Deputaților      |             |           |          | [ 8 ]             |                      |
| Cehia                        | Acordul președintelui      |                         |             |           |          |                   |                      |
| Danemarca                    | 18 decembrie 2014          | Parlamentul             | 101         | 8         | 0        | 18 February 2015  | [ 9 ]                |
| Estonia                      | 4 noiembrie 2014           | Asambleea               | 62          | 0         | 0        | 12 January 2015   | [ 10 ] [ 11 ]        |
| Estonia                      | 13 noiembrie 2014          | Acordul Președintelui   | Acord       | Acord     | Acord    | 12 January 2015   | [ 12 ]               |
| Uniunea Europeană și EURATOM | 13 noiembrie 2014          | Parlamentul European    | 535         | 94        | 44       |                   | [ 13 ]               |
| Uniunea Europeană și EURATOM | Consiliul Uniunii Europene |                         |             |           |          |                   |                      |
| Finlanda                     |                            | Parlamentul             |             |           |          |                   |                      |
| Finlanda                     | Acordul președintelui      |                         |             |           |          |                   |                      |
| Franța                       | 3 martie 2015              | Senatul                 | Aprobat     | Aprobat   | Aprobat  |                   | [ 14 ]               |
| Franța                       | Asambleea Națională        |                         |             |           |          |                   |                      |
| Franța                       | Acordul președintelui      |                         |             |           |          |                   |                      |
| Germania                     | 19 decembrie 2014          | Bundesrat               | Unanim      | Unanim    | Unanim   |                   | [ 15 ]               |
| Germania                     |                            | Bundestag               |             |           |          | [ 16 ]            |                      |
| Germania                     | Acordul președintelui      |                         |             |           |          |                   |                      |
| Grecia                       |                            | Parlamentul             |             |           |          |                   |                      |
| Grecia                       | Promulgarea președintelui  |                         |             |           |          |                   |                      |
| Ungaria                      | 25 noiembrie 2014          | Asambleea Națională     | 133         | 0         | 6        |                   | [ 17 ]               |
| Ungaria                      | 5 decembrie 2014           | Acordul președintelui   | Acord       | Acord     | Acord    | [ 18 ]            |                      |
| Irlanda                      |                            | Senatul                 |             |           |          |                   |                      |
| Irlanda                      | 27 ianuarie 2015           | Camera Reprezentanților | 58          | 19        | 0        | [ 19 ]            |                      |
| Irlanda                      | Acordul președintelui      |                         |             |           |          |                   |                      |
| Italia                       |                            | Senatul                 |             |           |          |                   |                      |
| Italia                       | Camera Deputaților         |                         |             |           |          |                   |                      |
| Italia                       | Acordul președintelui      |                         |             |           |          |                   |                      |
| Letonia                      | 14 iulie 2014              | Parlamentul             | 79          | 0         | 0        | 2 October 2014    | [ 20 ]               |
| Letonia                      | 18 iulie 2014              | Acordul președintelui   | Acord       | Acord     | Acord    | 2 October 2014    | [ 21 ]               |
| Lituania                     | 8 iulie 2014               | Parlamentul             | 84          | 0         | 1        | 29 July 2014      | [ 22 ]               |
| Lituania                     | 11 iulie 2014              | Acordul președintelui   | Acord       | Acord     | Acord    | 29 July 2014      | [ 23 ]               |
| Luxemburg                    |                            | Camera Deputaților      |             |           |          |                   | [ 24 ]               |
| Luxemburg                    | Promulgarea marelui duce   |                         |             |           |          |                   |                      |
| Malta                        | 21 august 2014             | Camera Reprezentanților | Aprobat     | Aprobat   | Aprobat  | 29 august 2014    | [ 25 ] [ 26 ] [ 27 ] |
| Olanda                       |                            | Senatul                 |             |           |          |                   | [ 28 ]               |
| Olanda                       |                            | Camera Reprezentanților |             |           |          | [ 29 ]            |                      |
| Olanda                       | Promulgare regală          |                         |             |           |          |                   |                      |
| Polonia                      | 18 decembrie 2014          | Senatul                 | 79          | 0         | 0        |                   | [ 30 ]               |
| Polonia                      | 5 decembrie 2014           | Camera Reprezentanților | 420         | 0         | 0        | [ 31 ] [ 32 ]     |                      |
| Polonia                      | 29 decembrie 2014          | Acordul președintelui   | Acord       | Acord     | Acord    | [ 33 ]            |                      |
| Portugalia                   |                            | Asambleea Națională     |             |           |          |                   | [ 34 ]               |
| Portugalia                   | Acordul Președintelui      |                         |             |           |          |                   |                      |
| România                      | 2 iulie 2014               | Camera Deputaților      | 284         | 1         | 1        | 14 July 2014      | [ 35 ]               |
| România                      | 3 iulie 2014               | Senatul                 | 122         | 0         | 0        | 14 July 2014      | [ 36 ]               |
| România                      | 9 iulie 2014               | Acordul Președintelui   | Acord       | Acord     | Acord    | 14 July 2014      | [ 37 ]               |
| Slovacia                     | 23 septembrie 2014         | Consiliul Național      | 117         | 0         | 0        | 21 October 2014   | [ 38 ]               |
| Slovacia                     | 16 octobrie 2014           | Acordul președintelui   | Acord       | Acord     | Acord    | 21 October 2014   | [ 39 ]               |
| Slovenia                     |                            | Asambleea Națională     |             |           |          |                   |                      |
| Slovenia                     | Acordul președintelui      |                         |             |           |          |                   |                      |
| Spania                       |                            | Senatul                 |             |           |          |                   |                      |
| Spania                       | Congresul                  |                         |             |           |          |                   |                      |
| Spania                       | Acord regal                |                         |             |           |          |                   |                      |
| Suedia                       | 26 November 2014           | Parlamentul             | 249         | 44        | 0        | 9 January 2015    | [ 40 ]               |
| Regatul Unit                 |                            | Camera Comunelor        |             |           |          |                   |                      |
| Regatul Unit                 | Camera Lorzilor            |                         |             |           |          |                   |                      |
| Regatul Unit                 | Acord regal                |                         |             |           |          |                   |                      |

| Total (din 30 + RM și EURATOM) | Total (din 30 + RM și EURATOM) |
| ------------------------------ | ------------------------------ |
| Au început                     | 16                             |
| Au finisat                     | 12                             |
| Au depus                       | 10                             |

.